# Troféu Achille e Cesare Bortolotti
O Trofeo Achille e Cesare Bortolotti, conhecido como Troféu Bortolotti, é um torneio amistoso realizado pelo Atalanta em Bergamo, Itália. Em 1996, 1997 e 2011 foi realizado na forma de disputa de triangular. Nos demais anos, por apenas dois times.

## História
A primeira edição foi realizada em 1992 e vencida pelo anfitrião, ao derrotar o uruguaio Peñarol. Desde sua criação, o torneio foi realizado até a temporada de 2022, não sendo disputado em 1999, 2005, 2019, 2020 e 2021. O atual campeão é Eintracht Frankfurt.

## Campeões
| Ano  | Campeão             | Vice-Campeão            | 3º Colocado ou Placar |
| 2022 | Eintracht Frankfurt | Atalanta                | 2 x 2 (5 x 3 pen)     |
| 2018 | Atalanta            | Hertha BSC Berlim       | 3 x 2                 |
| 2017 | Atalanta            | LOSC Lille              | 1 x 0                 |
| 2016 | Eintracht Frankfurt | Atalanta                | 2 x 2 (6 x 5 pen)     |
| 2015 | Shakhtar Donetsk    | Atalanta                | 1 x 0                 |
| 2014 | Atalanta            | Football Club de Nantes | 0 x 0 (4 x 3 pen)     |
| 2013 | Atalanta            | Udinese                 | 5 x 2                 |
| 2012 | Atalanta            | Udinese                 | 1 x 0                 |
| 2011 | QPR                 | Atalanta                | Braga                 |
| 2010 | Sevilla             | Atalanta                | 2 x 1                 |
| 2009 | Atalanta            | Hull City               | 2 x 2 (3 x 1 pen)     |
| 2008 | Atalanta            | IFK Göteborg            | 4 x 0                 |
| 2007 | Atalanta            | K.V.Mechelen            | 1 x 0                 |
| 2006 | Sampdoria           | Atalanta                | 0 x 0 (6 x 5 pen)     |
| 2004 | Atalanta            | Sampdoria               | 1 x 1 (3 x 0 pen)     |
| 2003 | Atalanta            | Udinese                 | 1 x 1 (4 x 1 pen)     |
| 2002 | Atalanta            | Real Sociedad           | 2 x 2 (6 x 5 pen)     |
| 2001 | Atalanta            | Borussia Dortmund       | 1 x 1 (4 x 2 pen)     |
| 2000 | Atalanta            | Milan                   | 2 x 0                 |
| 1998 | Sampdoria           | Atalanta                | 1 x 0                 |
| 1997 | Vasco da Gama       | Calcio Padova           | Atalanta              |
| 1996 | Atalanta            | Leffe                   | Alzano                |
| 1995 | São Paulo           | Atalanta                | 2 x 2 (9 x 8 pen)     |
| 1994 | Atalanta            | Grêmio Novorizontino    | 3 x 2                 |
| 1993 | Atalanta            | Olympique de Marseille  | 3 x 2                 |
| 1992 | Atalanta            | Peñarol                 | 2 x 1                 |